# Oficina Catòlica Internacional del Cinema
La Oficina Catòlica Internacional del Cinema (OCIC), també coneguda com a Organització Catòlica Internacional del Cinema, va ser una associació internacional catòlica dedicada a la difusió dels valors cristians al cinema. Va ser creada en 1928 i es va dedicar a múltiples activitats relacionades amb la cinematografia, com la crítica cinematogràfica, la publicació d'estudis sobre cinema i la concessió de premis. La OCIC va desaparèixer com a tal en 2001, en fusionar-se amb l'Associació Catòlica Internacional per a la Ràdio i la Televisió (UNDA) per a donar lloc a Signis, associació catòlica internacional per a la comunicació.
Durant la seva llarga trajectòria, la OCIC va arribar a tenir presència en més de cent quaranta estats i territoris, va ser reconeguda com a organització consultora per la Unesco i el Consell d'Europa, va participar en els jurats de nombrosos festivals cinematogràfics i va atorgar els seus propis premis cinematogràfics en festivals.

## Història
La postura inicial de l'Església catòlica cap al cinema va ser de rebuig. Els clergues advertien del perill de tota modernitat i dels perills morals, psicològics i fisiològics del mitjà. Al cap d'un temps va sorgir una actitud més positiva, matisant que el perill no estava tant en el mitjà com en l'ús que es fes d'ell. En aquest ambient ambivalent cap a la cinematografia es va fundar l'OCIC en 1928 als Països Baixos, i cinc anys més tard va establir la seva seu en Bèlgica. En 1936 Pius XI va intentar compaginar les dues tendències existents en la seva encíclica Vigilanti cura, però a poc a poc es va anar imposant el corrent més obert al setè art.
La OCIC va celebrar un congrés internacional a Brussel·les al setembre de 1933. En ell es va acordar que els catòlics havien d'influir al cinema per tres mitjans diferents: la producció cinematogràfica, la creació de canals de distribució i exhibició que afavorissin a les pel·lícules catòliques i l'orientació mitjançant la crítica cinematogràfica. Després de la terrible experiència de la Segona Guerra Mundial es van reprendre aquestes reunions. Al maig de 1951 es va tractar a Luzern sobre la crítica de cinema. I al maig de 1952 es va debatre a Madrid sobre la formació cinematogràfica dels espectadors.
L'interès de Pius XII pel tema va fer que se'l conegués com "el Papa del Cinema". En 1955 va pronunciar dos discursos que van ser reproduïts en la catòlica Revista Internacional del Cinema: al juny el denominat «Característiques del Film Ideal» i a l'octubre «El cinema ha d'estar al servei de l'home». Finalment, va plasmar la seva visió en l'encíclica Miranda Prorsus, de 8 de setembre de 1957 i relativa als mitjans de comunicació de masses en general.
L'OCIC va dedicar un nou congrés internacional celebrat a París al juny de 1958 a la promoció de les "bones pel·lícules". Aquestes no serien tan sols les que s'ajustessin als valors religiosos i morals defensats per l'Església Catòlica, sinó que també haurien d'abordar continguts interessants usant amb habilitat els recursos formals i tècnics. L'objectiu de la OCIC amb tots aquests debats congressuals era formar a l'espectador catòlic tant perquè pogués percebre els continguts perjudicials dels films com perquè les seves preferències influïssin en la indústria cinematogràfica.
D'aquesta manera, la OCIC ja no s'interessava tant per hagiografias ni tan sols per pel·lícules de temàtica expressament religiosa com Balarrasa (1951), sinó per films que ni tan sols fossin necessàriament catòlics però tractessin assumptes que interessessin als catòlics des d'una perspectiva compatible amb els postulats eclesiàstics. Durant un temps el referent va ser Federico Fellini, amb pel·lícules com La strada (1954) i Les nits de la Cabiria (1957). Però l'ambigüitat de La dolce vita (1960) va interrompre aquesta fascinació. El setè segell (1957) i La font de la donzella (1960) van posar el punt de mira de la OCIC en Ingmar Bergman. Un altre cineasta que va cridar l'atenció de l'entitat va ser Pier Paolo Pasolini gràcies a la seva L'evangeli segons sant Mateu (1964).
L'OCIC va continuar realitzant les seves activitats fins a 2001, any en què es va fusionar amb Unda, l'organització internacional catòlica dedicada a ràdio i televisió. En aquest moment comptava amb cent seixanta organitzacions membres pertanyents a cent quaranta països i tenia reconegut l'estatus d'organisme consultiu tant en la Unesco com en el Consell d'Europa. Com a resultat de la fusió va néixer Signis, l'Associació Catòlica Mundial per a la Comunicació.

## Premis OCIC
Des de 1947 la OCIC va començar a participar en jurats de festivals de cinema. Aviat va començar a atorgar els seus propis premis en els principals festivals, coneguts com a "Premi OCIC". Els festivals de Canes, Berlín i Venècia —entre molts altres— van comptar amb aquests premis, que, independentment de la seva orientació religiosa, van comptar amb gran prestigi. El Festival de Sant Sebastià va comptar amb premis OCIC des de l'edició de 1957. Des de 2001 l'existència d'aquests guardons es va veure prolongada pels premis SIGNIS.